# Ischnosiphon killipii
Ischnosiphon killipii är en strimbladsväxtart som beskrevs av James Francis Macbride. Ischnosiphon killipii ingår i släktet Ischnosiphon och familjen strimbladsväxter. Inga underarter finns listade.